# Carl August Walberg
Carl August Walberg, född 14 december 1827 i Särestads socken, Skaraborgs län, död 14 oktober 1874 i Lund, var en svensk professor i grekiska.
Walberg blev vid Uppsala universitet filosofie magister 1854, docent i grekiska litteraturen 1856 och höjersk adjunkt i samma ämne 1860, samt erhöll vid Lunds universitet grekiska professuren 1869. 
Under en studieresa 1862–1863 besökte Walberg även Grekland. Han tjänstgjorde som censor vid mogenhetsexamina 1864–1874 samt var ledamot av läroverkskommittéer 1865–1866 och 1870–1872. Walberg utarbetade i förening med Carl Wilhelm Linder ett värdefullt Svenskt-grekiskt lexikon (1862), utgav bl. a. en kritisk edition av Euripides Electra (1869) och deltog verksamt i granskningen av bibelkommissionens översättning av Nya testamentets böcker. Han är begravd på Östra kyrkogården i Lund.